# Palazzo d'Egmont
Il Palazzo d'Egmont (in olandese: Egmontpaleis, francese: Palais d'Egmont) è una grande dimora signorile sulla Wolstraat/Rue aux Laines e la Kleine Zavel/Petit Sablon a Bruxelles in Belgio. 
Attualmente ospita la sede di rappresentanza del Ministero degli Esteri belga.

## Storia e descrizione

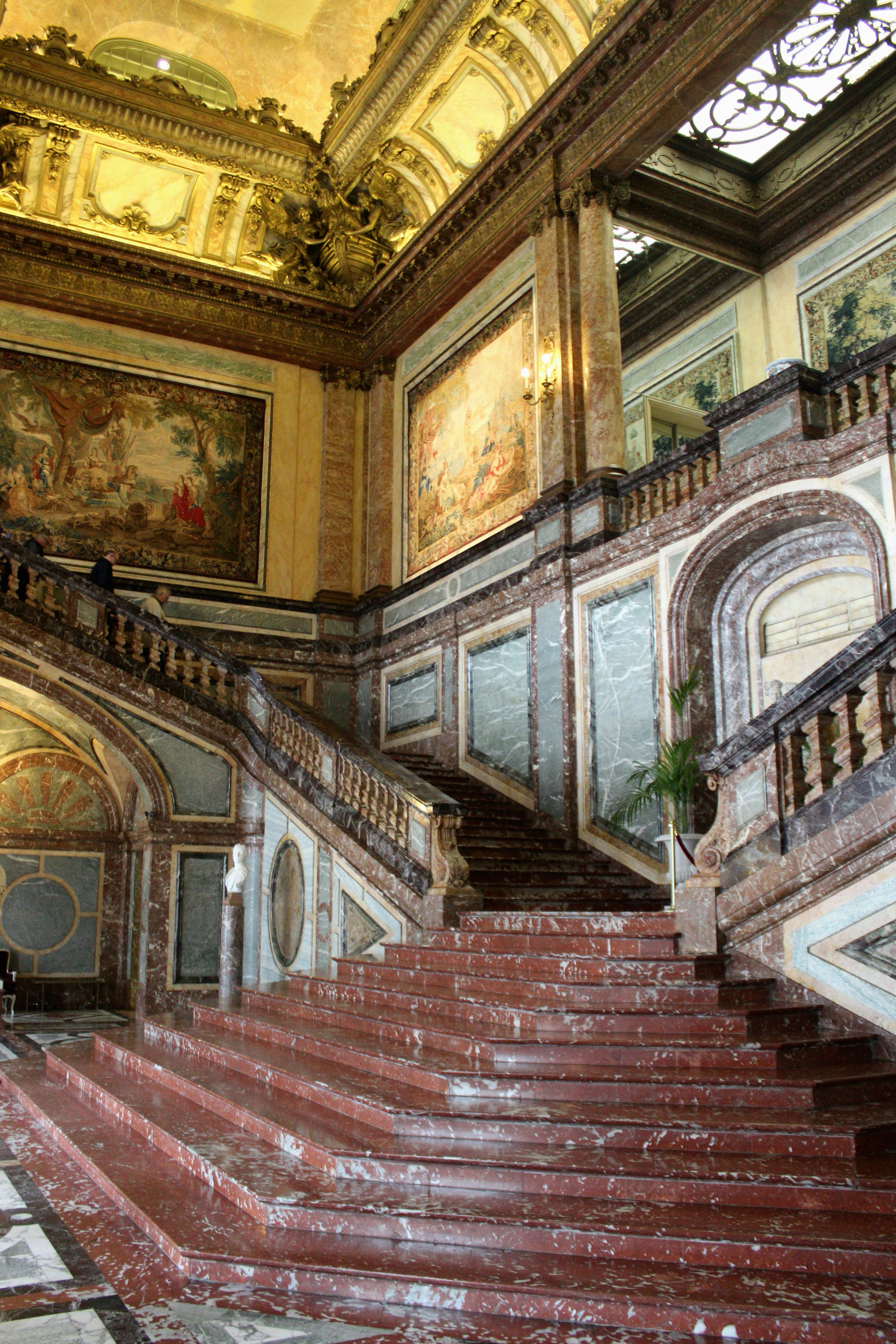
Lo scalone d'onore.

Fu costruito tra il 1548 ed il 1560 da Francesca di Lussemburgo e suo figlio, Lamoral, Conte d'Egmont, prima in stile gotico-fiammingo, in seguito in stile rinascimentale. L'edificio fu drammaticamente trasformato nel XVIII secolo, quando fu rivestito in stile tardo barocco, mentre la proprietà passò alla famiglia Arenberg. I progetti di questa fase sono attribuiti al primo sostenitore del neoclassicismo, Giovanni Niccolò Servandoni.
Dopo un incendio che demolì la parte più antica del palazzo nel 1891, fu ricostruito in un uniforme stile Tardo barocco.
La sede ospitò nel giardino le gare di scherma dei Giochi della VII Olimpiade. Dopo la prima guerra mondiale il proprietario, la famiglia belga (ma con doppia cittadinanza, belga e tedesca)  Arenberg, fu obbligata a vedere l'edificio alla Città di Bruxelles come punizione contro i cittadini tedeschi. Nel 1964 fu venduto alla stato belga. Nel 1977, il Patto Egmont sulla riforma dello Stato belga fu firmato al Palazzo Egmont durante la seconda amministrazione di Leo Tindemans.
Oggi viene utilizzata per i ricevimenti e gli incontri del ministro degli esteri belga.